# 林通政
林通政（？—1573年）戰國時代武將。林秀貞子。織田氏家臣。新次郎。別名光時。
通政是槍術能手，與擅長內政的父親相反。信長對於通政有深厚信任，曾參與姐川之戰和長島一向一揆等多場戰役。
天正元年（1573年）長島一向一揆中，因講和成立而開始撤退的織田軍遭受一揆眾奇襲，通政擔任殿軍掩護，戰死。